# 二部
二部（にぶ）は、漢字を部首により分類したグループの一つ。

## 概要
「二」は、数字の2、次、倍を意味する字である。「二」を意符とする字の他、「二」を筆画としてもつ漢字が多く収録されている。二部に属する漢字には、互・五・亜などのように、筆画として上下に横棒をもつものが多い。
片仮名の「ニ」はほぼ同じ形をしているが、それは漢字の「二」から造られたからである。
現代の中国の簡体字の部首分類法では、二部は削除されており、「二」は一部に収録されている。

## 主な字書での配列
- 説文解字540部：479番目（巻十三下、8番目）
- 五経文字160部：135番目（巻下、41番目）
- 龍龕手鑑242部：176番目（去声、19番目）
- 四声篇海444部：439番目（巻十五、30番目）
- 康熙字典214部：7番目（2画、1番目）

## 通称
- 日本：に
- 韓国：두이부（du i bu、ふたつの二部）
- 英米：Radical Two

## 部首字
二

### 字音
- 中古漢語
  - 広韻 - 而至切
  - 詩韻 - 寘韻、去声
  - 三十六字母 - 日母
- 現代漢語
  - 普通話 - ピンイン：èr 注音：ㄦˋ ウェード式：erh4
  - 広東語 - Jyutping:ji6
- 日本語 - 音：ジ（漢音）・ニ（呉音） 訓：ふた
- 朝鮮語 - 音이(i) 訓：둘/두（dul/du、ふたつ）

### 字義・字体
横棒二つを書き、数字の「2」を表す。

甲骨文
金文
大篆
小篆

## 例字
二・𠄞・𠄟・𠄠・于・云・互・五・井・𠄡・亞（亜）・𠄷